# أبو سطيل
قرية أبو سطيل هي إحدى القرى التابعة لمركز سيدي براني في محافظة مطروح في جمهورية مصر العربية. حسب إحصاءات سنة 2018، بلغ إجمالي السكان في أبو سطيل 8,671 نسمة، منهم 4,445 رجل و 4,226 امرأة.